# Colaptes fernandinae
Colaptes fernandinae е вид птица от семейство Picidae. Видът е световно застрашен, със статут Уязвим.

## Разпространение
Видът е разпространен в Куба.